# Джессіка Генвік
Дже́ссіка Ю Лі Ге́нвік (англ. Jessica Yu Li Henwick) — англійська акторка. Перша акторка східноазійського походження, яка зіграла головну роль на британському телебаченні, з'явившись у дитячому серіалі «Дух воїнів». Також відома ролями Німері Сенд у серіалі «Гра престолів», Джессіки Пави у фільмі «Зоряні війни: Пробудження Сили» та Колін Вінг у серіалі «Залізний кулак».

## Біографія
Народилася 30 серпня 1992 року в Сурреї, де й провела своє дитинство. Її мати — сінгапурська китаянка, а батько — англієць, який також відомий як автор серії романів «Укус у відповідь». Навчалася у Театральній школі Редруфс (Redroofs Theatre School) та Національному Молодіжному театрі (National Youth Theatre).

## Кар'єра
У червні 2009 року стало відомо, що ввійшла до головного акторського складу серіалу «Дух воїнів», де зіграла роль Бо, ставши першою акторкою східноазійського походження, яка зіграла головну роль у британському серіалі. Задля цієї ролі Генвік навіть довелося навчатися бойовому мистецтву ушу, яку їй викладав хореограф єдиноборств Джюд Пойєр. Серіал став номінантом декількох премій, серед яких, зокрема, премія «Броудкаст» 2011 року.
На початку 2013 року акторка дебютувала на сцені професійного театру, зігравши у п'єсі «Біг по тріщиам», яка основана на однойменній книзі Джулії Дональдсон. Аллан Редкліф з «Нью-Йорк Таймс» назвав її виконання «відмінним» та «стриманим», а на сторінках газети «Гардіан», зокрема, писали, що завдяки «великій фізичній присутності, Генвік вдається спіймати відчуття юнацької доброчесності, пристрасті та збентеження дівчини, яка намагається впорядкувати цей несправедливий світ».
Цього ж року вона ввійшла до головного акторського складу серіалу «Одержимість: Темні бажання», де виконала роль Джейн Джонг Тренки, американської активістки та письменниці корейського походження. В адаптації, зокрема, розповідалося про те, як 1991 року в Міннесоті Тренка стала жертвою сталкінгу. Ба більше, акторка також стала частино акторського складу телевізійної драми під назвою «Шовк», де зіграла роль Емі, учениці баррістера. Кожен епізод серіалу мав аудиторію у 5 млн чоловік. Повторно виконавши цю ж роль для радіо-адаптації «Шовк: Кімната клерків», Генвік зіграла роль молодої студентки Оксфордського університету у серіалі «Льюїс».
2015 року Джессіка ввійшла до акторського складу 5 сезону серіалу «Гра престолів», де зіграла роль Німері Сенд. Також одною із найвдаліших ролей акторки стала роль Джесс Пави — пілотеси зіркового винищувача Х-крила — у фільмі «Зоряні війни: Пробудження Сили», який побачив світ цього ж 2015 року.
2017 року Генвік з'явилася у другому сезоні серіалу «Фортіт'юд», а також зіграла роль Колін Вінг у телесеріалі «Залізний кулак». Цю ж роль виконала й у серіалі «Захисники», який має вийти у серпні 2017 року.

## Фільмографія
| Рік       | Назва                                   | Оригінальна назва            | Роль                      | Примітки        |
| --------- | --------------------------------------- | ---------------------------- | ------------------------- | --------------- |
| 2009–2010 | Дух воїнів                              | Spirit Warriors              | Бо                        | Телесеріал      |
|           | Гуща подій                              | The Thick of It              | Шарлотта                  | Телесеріал      |
| 2014      | Бальсове дерево                         | Balsa Wood                   | Скотті                    | Короткометражка |
| 2014      | Одержимість: Темні бажання              | Obsession: Dark Desires      | Джейн Джонг Тренка        | Телесеріал      |
| 2014      | Шовк                                    | Silk                         | Емі Ленг                  | Телесеріал      |
| 2014      | Льюїс                                   | Lewis                        | Хлої                      | Телесеріал      |
| 2015      | Бабка                                   | Dragonfly                    | Паула Рейд                | Фільм           |
| 2015      | Серце лісу                              | The Heart of the Forest      | Акіра                     | Фільм           |
| 2015–2016 | Dreamfall Chapters: The Longest Journey | Drømmefall Kapitler          | Ену / Ганна Рот           | Відеогра        |
| 2015–2017 | Гра престолів                           | Game of Thrones              | Нимерія Сенд (8 епізодів) | Телесеріал      |
| 2015      | Зоряні війни: Пробудження Сили          | Star Wars: The Force Awakens | Джессіка Пава             | Фільм           |
| 2016      | Мисливець за головами                   | The Headhunter               | Айко Ку                   | Фільм           |
| 2017      | Фортіт'юд                               | Fortitude                    | Бянка                     | Телесеріал      |
| 2017      | Залізний кулак                          | Iron Fist                    | Колін Вінг                | Телесеріал      |
| 2017      | Новизна                                 | Newness                      | Джоана                    | Фільм           |
| 2017      | Захисники                               | The Defenders                | Колін Вінг                | Телесеріал      |
| 2020      | Під водою                               | Underwater                   | Емілі                     | Фільм           |
| 2021      | Ґодзілла проти Конга                    | Godzilla vs. Kong            | помічник монарха          | Фільм           |
| 2021      | Матриця: Воскресіння                    | The Matrix Resurrections     | Баґз                      | Фільм           |
| 2022      | Сіра людина                             | The Gray Man                 | Сьюзан Брюер              | Фільм           |
| 2022      | Ножі наголо 2                           | Knives Out 2                 | Пег                       | Фільм           |